# Olivier Sillig

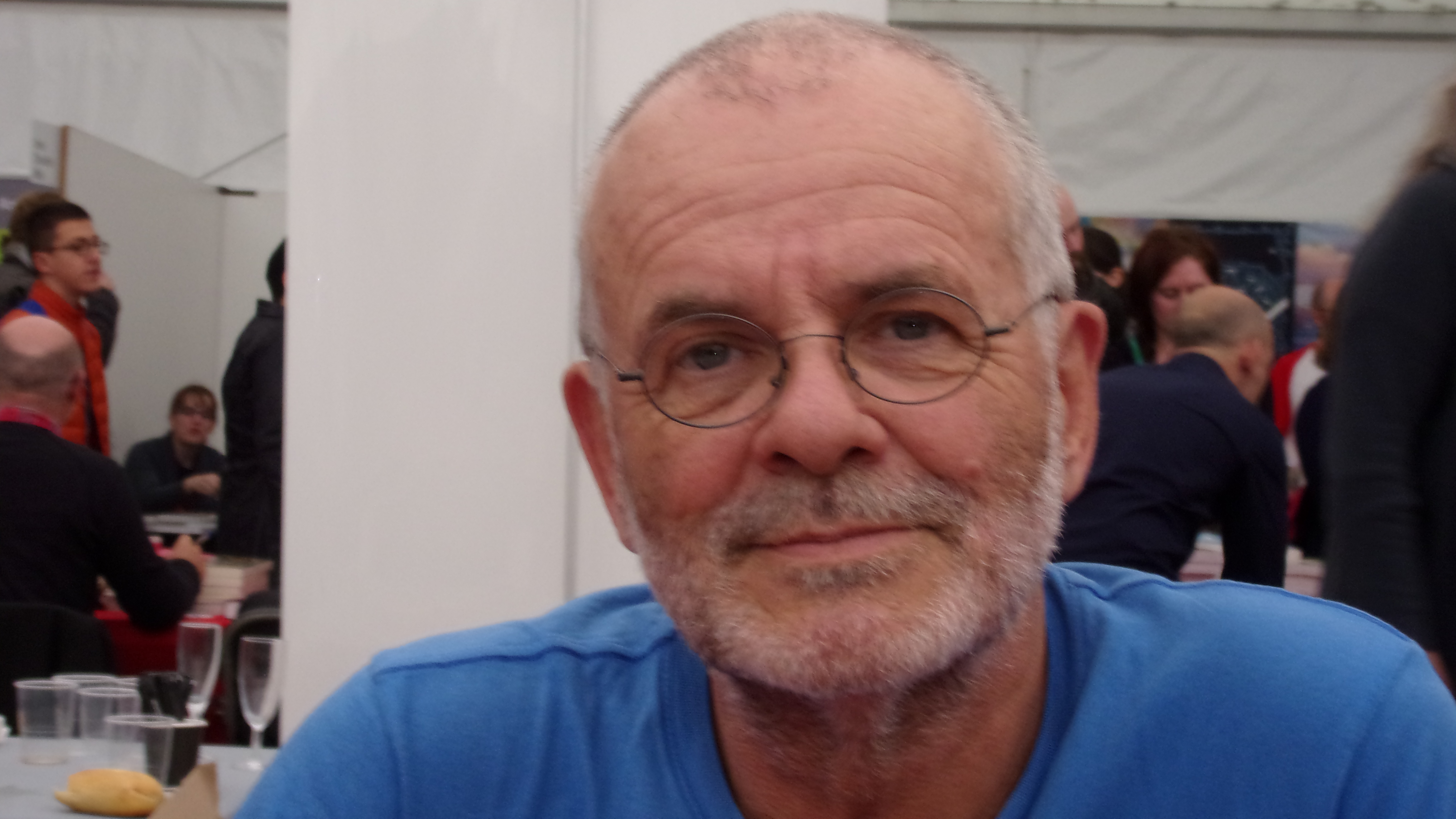
Olivier Sillig, 2017

Olivier Sillig (* 18. Mai 1951 in Lausanne, Schweiz) ist ein Schweizer Psychologe, Informatiker, Maler, Filmemacher und Autor.

## Leben
Sillig studierte Kunst in London, bevor er sich dem Studium der Psychologie in Genf zuwandte. Er promovierte im Fach Psychologie an der Universität Aix-en-Provence und erhielt das Diplom in Klinischer Psychologie in Genf. 
Seinen ersten Roman veröffentlichte Sillig 1995. Im Jahr davor hatte er bereits das Drehbuch für den Kurzfilm von Patrick Bürge Nu comme un poisson dans l'eau geschrieben. Die Ergebnisse seines künstlerischen Wirkens waren seit der Mitte der 1980 in verschiedenen Ausstellungen zu sehen.

## Preise und Auszeichnungen
Literatur
- 1996: Neuntes  Festival du Premier Roman, Chambéry.
- 2006: Preis Pro Helvetia.
- 2008: Prix Bibliomedia.
- 2010: Prix Coup de Cœr Lettres frontière.

Film
- 1998: 48. Internationale Filmfestspiele Berlin 1998 (Berlinale), Berlin; Internationale Jury des 21. Kinder-Filmfestes, besondere Erwähnung.

## Veröffentlichungen
- 1995: Bzjeurd, Roman. Éditions de l'Atalante.
  - 1998: deutsch: Bzjeurd, Ü: Elfriede Riegler, Rotpunktverlag, Zürich, ISBN 3-85869-168-2.
- 2004: La Marche du loup, Roman. Encre Fraîche.
- 2005: Je dis tue à tous que j'aime, Roman. H&O.
- 2006: Deux bons bougres, Roman. Encre Fraîche.
- 2008: Lyon, simple filature, Roman. Encre Fraîche.
- 2009: Cire perdue, Roman. Bernard Campiche Éditeur.
  - 2010: deutsch: Schule der Gaukler, (Ü: Barbara Heber-Schärer und Claudia Steinitz), Roman. Bilger Verlag, Zürich, ISBN 978-3-03-762008-3.[1]
- 2011: Skoda, Roman. Buchet-Castel.
  - 2012: deutsch: Skoda, (Ü: Claudia Steinitz), Roman. Bilger Verlag, Zürich 2012, ISBN 978-3-03-762023-6.
- 2013: La Nuit de la musique, Roman. Encre Fraîche.
- 2014: Le Poids des corps. Éditions L’Âge d’Homme.

## Filme
- 1995: Umbo et Samuel, Kurzfilm.
- 1996: Contrat: CURIACES, Kurzfilm.
- 1997: Samb et le Commissaire, Kurzfilm, 15 min. Deutsch: Samb und der Kommissar, 1998
- 1999: Écritures, Dokumentarfilm.

## Ausstellungen
- 1991: CHutopie, Yverdon (VD), Gemeinschaftsausstellung.